# Меккенхайм (Пфальц)
Меккенхайм (нем. Meckenheim) — община в Германии, в земле Рейнланд-Пфальц.
Входит в состав района Бад-Дюркхайм. Подчиняется управлению Дайдесхайм. Население составляет 3323 человека (на 31 декабря 2010 года). Занимает площадь 15,06 км².

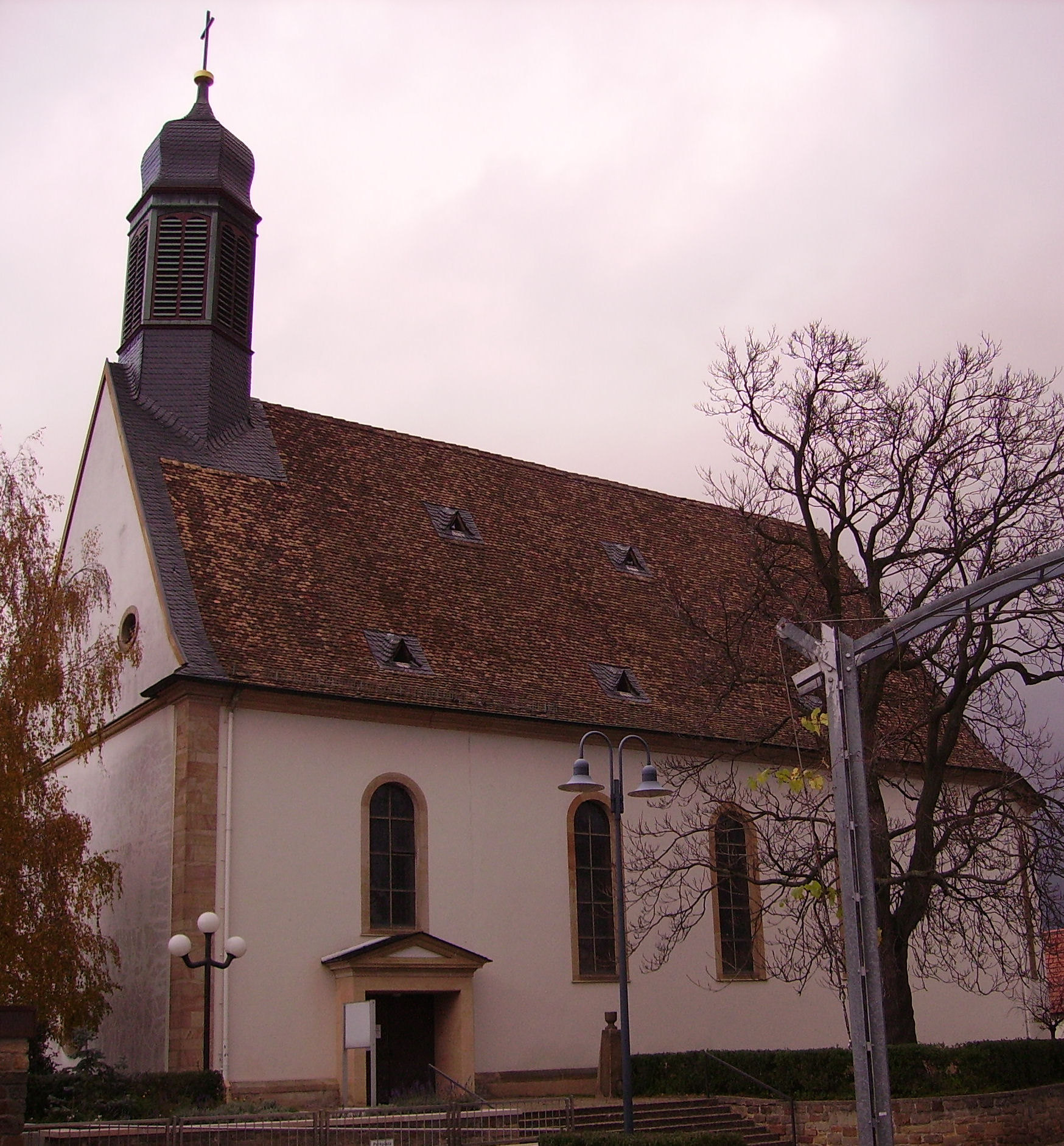
Церковь
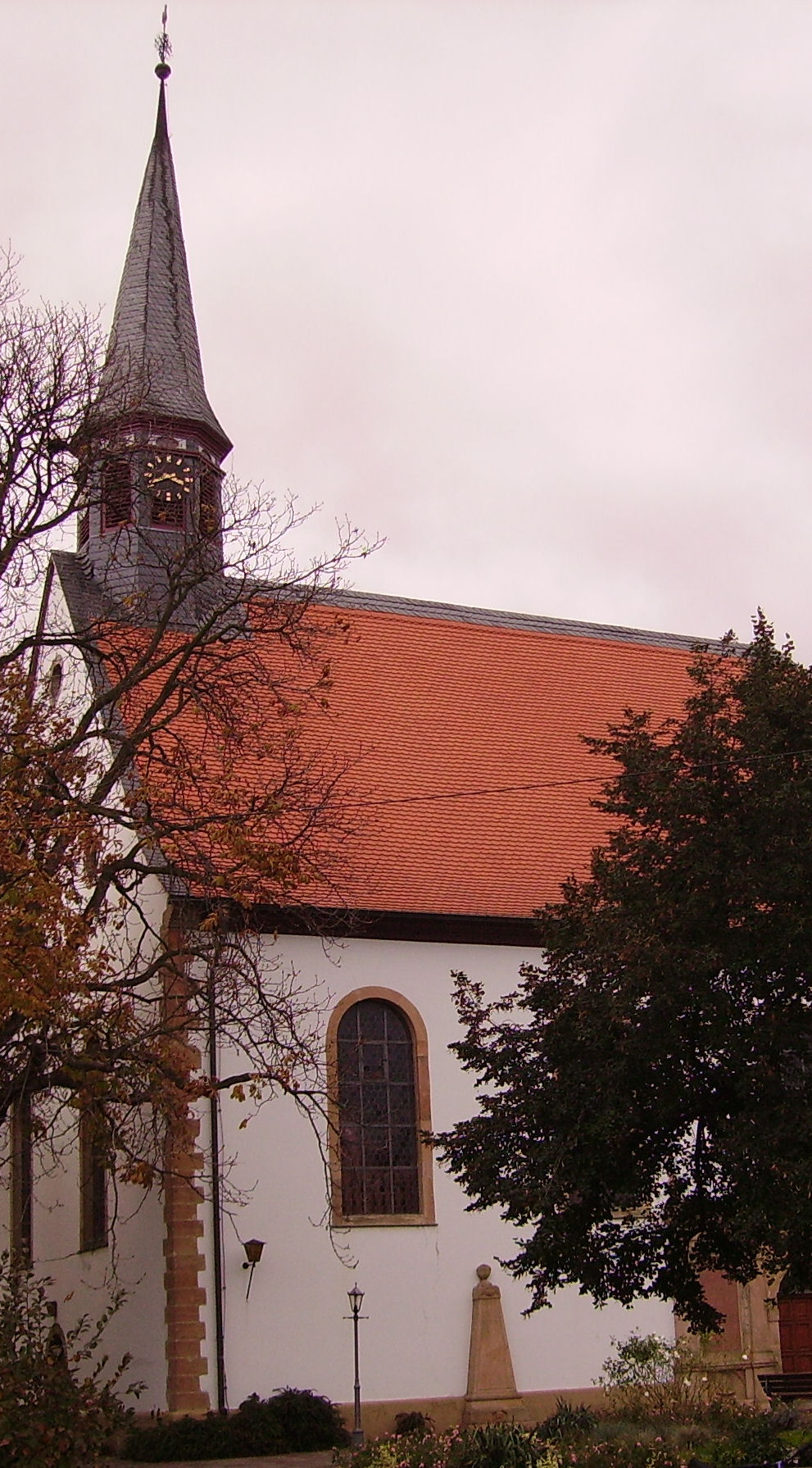
Церковь